# Chlorophorus henriettae
Chlorophorus henriettae är en skalbaggsart som beskrevs av Holzschuh 1984. Chlorophorus henriettae ingår i släktet Chlorophorus och familjen långhorningar.
Artens utbredningsområde är Nepal. Inga underarter finns listade i Catalogue of Life.